# Applied Media Technologies Corporation
Applied Media Technologies Corporation (AMTC), fue fundada en 1991 en Tampa, Florida, como proveedor de «en suspenso» la mensajería de los Estados Unidos y Canadá las empresas bajo la marca TelAdvantage. En 1993, lanzaron su primer propietario «en suspenso» mensaje jugador, el disco óptico Repetidor 1000. Desde entonces, AMTC ha liberado a varios otros jugadores. En 2003, AMTC entró en una asociación con SIRIUS Satellite Radio para convertirse en un proveedor de Sirius' música sin comerciales flujos de las empresas estadounidenses a la nación.
AMTC trasladó a un nuevo cuartel general de 10 000 ft² (pies cuadrados), en Clearwater, Florida, en 2000. AMTC también ha abierto una oficina de ventas de satélites en New Port Richey, FL. Un adicional de 10 000 ft² (pies cuadrados) para su ampliación Clearwater la sede está prevista para principios de 2008.

## Cronología AMTC
- 1991: AMTC comienza operaciones en Tampa, FL como un celebrará en la mensajería de proveedores.
- 1993: AMTC sus versiones patentadas Disco Óptico Repetidor 1000. El dispositivo que fue el primer disco compacto basada «en suspenso» jugador en el mercado.
- 1998: AMTC revamps la ODR-1000 con suTraxMaster, y añadió la iQueue'(un jugador de tarjetas de memoria extraíble), y laRemoteLink td64, que permita a distancia iniciados Descarga de los mensajes a través de un módem.
- 2000: AMTC se muda a su nueva sede de 10 000 ft² (pies cuadrados) en el Clearwater, FL
- 2000: AMTC instala su RemoteLink td64'en cada Bally Total Fitness gimnasio.
- 2003: AMTC firma un acuerdo para ser el proveedor exclusivo de la Sirius Satellite Radio para las empresas.
- 2003: AMTC introduce un tercer CD-basado «en suspenso» jugador, elTraxMaster II, y laliberaciones iQueue II, CompactFlash basado en MP3 Reproductor de «en suspenso» la mensajería. El iQueue II funciona en conjunto con HoldDirect.com, la primera basada en la web para el sistema de distribución «en suspenso» los mensajes.
- 2004: AMTC se convierte en el preferido de los proveedores de mensajería para celebrar Nationwide Insurance y lanza su II'iQueue reproductor digital de mensajería a las oficinas de la Royal Caribbean.
- 2005: Los principales avales y asociaciones incluir Daimler-Chrysler, Ford Motor Company, Raymond James Financial, y Allstate Insurance.
- 2006: Las principales ofertas de colaboración firmado incluir Yum! Brands, FOCUS Brands, Huddle House, Big Boy Restaurantes, Piggly Wiggly, Cici's Pizza, SYSCO Foodservice y Wendy's Internacional.
- 2007: AMTC anuncia nacionales rollouts de SIRIUS Empresa a Volkswagen de América y los concesionarios 'McCoy's Building Supply' tiendas.
- 2007: AMTC anuncia que ha actualizado todos los componentes del Equipo SIRIUS Business Kit y actualizaciones de productos más promesas de este año.
- 2007: AMTC abre sus oficinas satélite de ventas en el New Port Richey, FL.
- 2007: AMTC libera eliQueue III, a SecureDigital basado en MP3 reproductor diseñado para ambos en la tienda y en celebrar la mensajería.

## Negocios Sirius
En 2003, comenzó la reventa de AMTC SIRIUS Satellite Radio la música de los canales para los clientes de las empresas, bajo la marca SIRIUS de negocios. En virtud de este acuerdo, AMTC paga una cuota mensual para el desempeño de las organizaciones de derechos, como ASCAP, BMI y SESAC, para garantizar que los clientes puedan reproducir música legalmente en un negocio. Disponible a través de los canales de SIRIUS de negocios, son idénticos a los canales a disposición de los suscriptores, pero los consumidores tienen licencia para uso de empresas de audio. Algunos de estos canales característica ocasionales interrupciones, tales como sondas y DJ hablar.
Las grandes reclamaciones hacia el AMTC y que el alto ángulo de la mirada SIRIUS 'satélites', junto con el sitio de la diversidad proporcionada por múltiples satélites y una red de repetidores terrestres, elimina prácticamente la lluvia se desvanecen. La órbita altamente elíptica de la constelación de satélites de SIRIUS pueden plantear dificultades para la entrega fiable de la señal estacionaria antenas en ciertas partes del país. Sirius ha elaborado una guía para la colocación de la antena de contribuir a optimizar la colocación de la antena de la única pauta orbital de sus satélites. Sirius también ha permitido aumentar enormemente su red de repetidores terrestres y tiene la intención de lanzar un satélite geoestacionario [5] para aumentar la potencia de la señal para los no clientes móviles como las de SIRIUS Negocios. El lanzamiento está previsto para 2008. Además, el paquete de Negocios SIRIUS se puede acceder por medio de Internet usando SIRIUS en línea de tecnología, asegurando que cualquier empresa con una conexión a Internet de banda ancha pueden recibir el servicio aun cuando se encuentra en una zona donde la recepción del satélite SIRIUS se altera.
AMTC también proporciona los receptores, amplificadores, altavoces, equipos de sonido y otros a las empresas en conjunto con el servicio de SIRIUS.
AMTC-celebrar en la mensajería se utiliza en una variedad de negocios, restaurantes, concesionarios de automóviles, furgonetas y líneas de las compañías aéreas, hoteles y centros de fitness. De alto perfil clientes incluyen Allstate Insurance, Morgan Stanley, Spherion y Raymond James Financial.
SIRIUS Negocios se utiliza en varios hoteles, tiendas, concesionarios de automóviles y cadenas de restaurantes, incluyendo Big Boy Restaurantes y Huddle House. En 2006, AMTC ejecutado acuerdos para instalar SIRIUS Negocios en Yum Brands (A & W, Long John Silver's, KFC, Pizza Hut y Taco Bell), FOCUS Brands (Carvel, Cinnabon, Schlotzsky's y Moe's Southwest Grill) y tiendas de Wendy's, entre otros.